# 악령 (1974년 영화)
"악령"은 한국에서 제작된 김인수 감독의 1974년 영화이다. 윤연경 등이 주연으로 출연하였고 주동진 등이 제작에 참여하였다.

## 출연

### 주연
- 윤연경
- 방일화
- 홍성우